# Municipio de Villagrán (Tamaulipas)
El municipio de Villagrán es uno de los 43 municipios que constituyen el estado mexicano de Tamaulipas. A 1 hora 30 minutos de Ciudad Victoria .

## Historia
La cabecera del municipio fue fundada el 8 de mayo de 1757 por el capitán domingo de Ungaza bajo la advocación de Nuestra Señora de Gregoria, con el nombre de Villa Real de Borbón o Cerro de Santiago. Se asentó al pie del cerro de Santiago, con una población de 160 personas provenientes de San Antonio de los llanos y Linares, Nuevo León.
El nombre actual de Villagrán le fue dado en honor al héroe insurgentes Julián Fernández, gobernador del estado, por decreto del 15 de noviembre de 1827

## Personas destacadas
- Juan Crisóstomo Doria, abogado y militar. En enero de 1869 fue designado gobernador provisional de Hidalgo. (1839 – 1869)

## Monumentos

### Arquitectónicos
Templo de nuestra Señora de la concepción, construido durante el siglo XVIII

### Históricos
A Benito Juárez, ubicado en la plaza principal (Juárez); y a los héroes de la Independencia, situado en la plaza de la constitución ("plaza de los burros").

### Arqueológicos
Existe un centro arqueológico, donde se pueden apreciar centros ceremoniales (mal llamados ruinas) de la cultura prehispánica; con rasgos mexicas.